# Gō

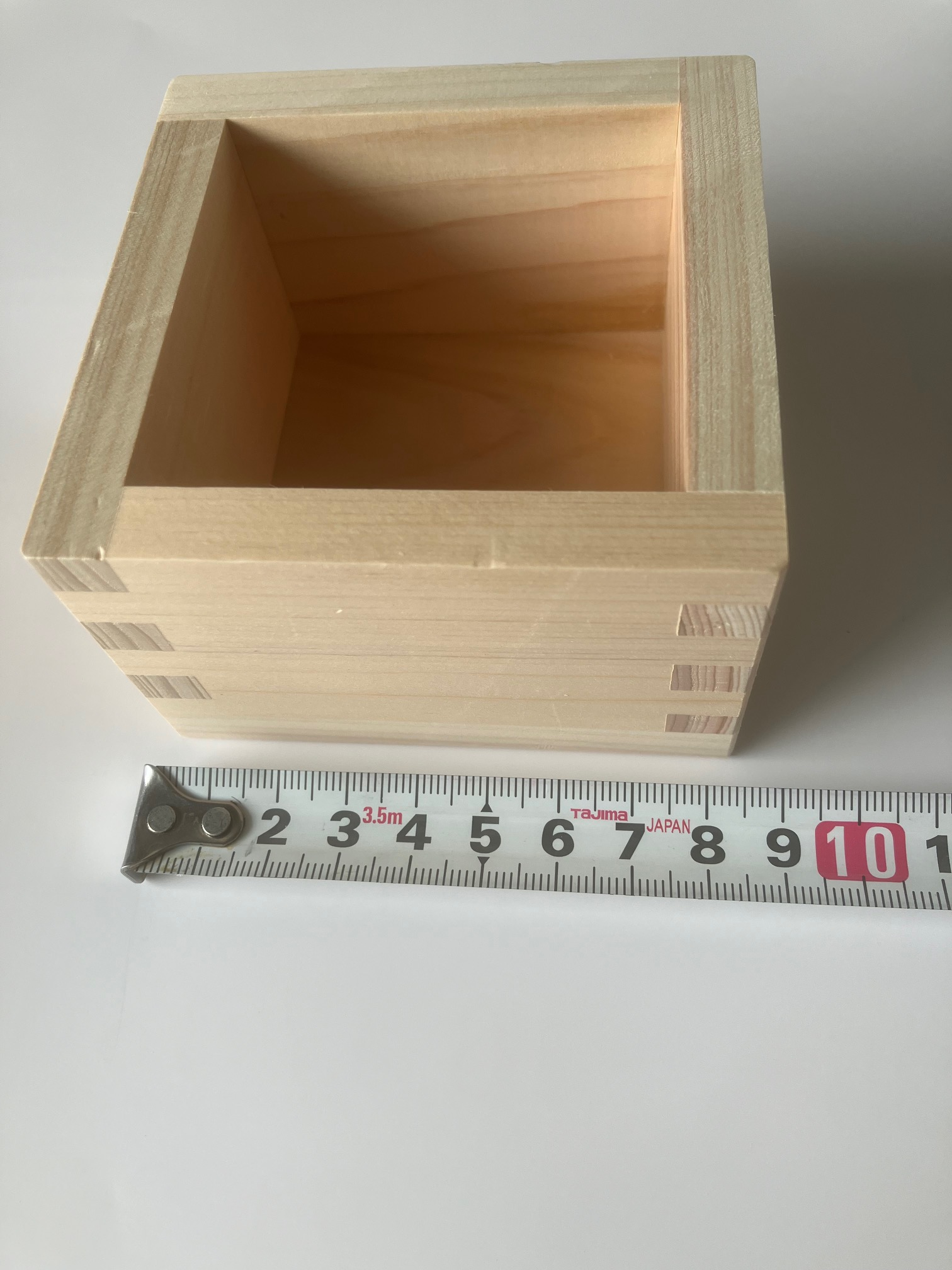
Ein Masu enthält ein Gō

Gō (jap. 合) ist ein Hohlmaß im japanischen Maßsystem Shakkanhō. 
- 1 Koku = 10 To = 100 Shō = 1000 Gō
- 1 Gō = 6,4827 Sun³   (japanisches Kubikzoll)
- 1 Gō = 2401/13310 Liter ≈ 180,39 Milliliter

Genau ein Gō fasst der quadratische Holzbecher Masu, in dem auch heute Reiswein serviert wird. Entsprechend wird Reiswein in Gaststätten in Vielfachen von Gō bestellt. Auch Reis wird beim Abfüllen in den Reiskocher nach Gō bemessen.